# Bukandwe (Geita)
Bukandwe è una circoscrizione rurale (rural ward) della Tanzania situata nel distretto di Mbogwe, regione di Geita. Conta una popolazione di 11 338 abitanti (censimento 2012).